# Ferula serpentinica
Ferula serpentinica är en flockblommig växtart som beskrevs av Karl Heinz Rechinger. Ferula serpentinica ingår i släktet stinkflokesläktet, och familjen flockblommiga växter. Inga underarter finns listade i Catalogue of Life.